# Ориньоль
Ориньо́ль (фр. Orignolles) — коммуна во Франции, находится в регионе Пуату — Шаранта. Департамент коммуны — Шаранта Приморская. Входит в состав кантона Монльё-ла-Гард. Округ коммуны — Жонзак.
Код INSEE коммуны — 17269.

## Население
Население коммуны на 2010 год составляло 641 человек.
| 1962 | 1968 | 1975 | 1982 | 1990 | 1999 | 2010 |
| ---- | ---- | ---- | ---- | ---- | ---- | ---- |
| 650  | 611  | 609  | 635  | 653  | 619  | 641  |